# Mikroregion
Mikroregion (též svazek obcí, sdružení obcí) je sdružení několika obcí za účelem dosažení společného cíle. Typickým rysem takového svazku je vznik z vlastní iniciativy, nikoliv příkazem nadřízeného orgánu nebo ze zákona.
Spolupráce mezi obcemi se uskutečňuje:
- na základě smlouvy uzavřené ke splnění konkrétního úkolu
- na základě smlouvy o vytvoření dobrovolného svazku obcí podle zákona č. 128/2000 Sb., o obcích
- zakládáním právnických osob podle obchodního zákoníku dvěma nebo více obcemi

Mezi mikroregiony se započítávají jak svazky obcí podle zákona č. 128/2000 Sb., tak sdružení, která byla založena podle občanského zákoníku (některé mikroregiony jsou stále ještě založeny podle staršího zákona č. 367/1990 Sb.).